# Chessboard/日常
「Chessboard/日常」（チェスボード/にちじょう）は、2023年9月13日にポニーキャニオン内のIRORI Recordsより発売された日本のバンド・Official髭男dismの6作目のシングル。
前作「TATTOO」より5か月ぶり、CDシングルとしては「Universe」以来2年半ぶりのリリース。バンド初のダブルAサイドシングルである。
シングル発売に先駆け、2023年8月9日に「Chessboard」が先行配信リリースされた。「日常」も9月13日に配信限定シングルとしてリリースされている。

## 背景・制作

### 「Chessboard」
曲名は、チェスボードの盤上の白と黒の模様を人生の良いことや悪いことを重ね合わせてつけられた。歌詞については、中学時代の反抗期真っ只中だった藤原自身の姿に重ねて、その時の自分に嘘をつかないように書かれ、「『明るい未来が待ってます』とも歌いたくないし。楽しく歌って欲しいんですけど、これから先の人生に上っ面の希望だけを持って欲しくないし、でも絶望して欲しいわけでもない」
という想いが込められている。「メインテーマのメロディがあって、それを繰り返して行く」というアイデアは2021年発売のアルバム『Editorial』の制作が終わる頃から存在しており、歌詞やメロディを書き換えながら制作していった。
2022年10月10日、2023年10月7日から9日まで行われる合唱コンクール『第90回NHK全国学校音楽コンクール』の中学校の部課題曲制作を、Official髭男dismが担当することが発表された。
2023年3月1日に制作した楽曲の曲名が「Chessboard」であること、NHK Eテレで同年4月8日に放送される『Nコン90回!スタートスペシャル』で初公開となることが発表された。番組内ではNHK東京児童合唱団が楽曲を合唱し、作詞作曲した藤原からのメッセージも放送された。楽曲の合唱用アレンジは作曲家の横山潤子が担当した。
2023年7月3日に、「Chessboard」のバンドバージョンがNHK『みんなのうた』同年8月・9月オンエア楽曲に決定したことが発表された。同年8月1日8時55分からの放送で楽曲のバンドバージョンが、アニメーター・杉本晃佑の作成したアニメーション映像とともに初公開された。ほとんどフルでの放送ではあるものの、イントロや一番の一部分の放送はされていない。

### 「日常」
「明日が憂鬱だ」と思いを意識して作られた楽曲。アレンジの骨子はパソコンでほとんど完成され、各パートごとにブラッシュアップをしながらアレンジされた。
2023年3月20日放送の 日本テレビ系『news zero』番組内にて、4月からの同番組のテーマ曲が当バンドが制作した楽曲になることが発表された。報道番組のテーマ曲を手がけるのはバンド結成から11年で初となる。同年4月3日の番組内で楽曲のタイトルと一部が初公開された。

### ダブルAサイドシングルの発売
2023年8月2日、「Chessboard」「日常」の2曲を収録したダブルAサイドシングルの発売が決定したことがオフィシャルサイトにて発表された。「Chessboard」は同月9日にシングル発売に先駆け配信限定シングルとしてリリースされることも明らかになった。また、発表と同時に特設サイトも公開されている。

## リリース
CD only盤、CD+DVD盤、CD+Blu-ray Disc盤の3形態での発売。Blu-ray/DVDには、2021年8月28日に行われたYouTubeでのオンラインフリーライブの様子とシングルA面曲「日常」のレコーディングドキュメントが収められている。
2023年8月9日、シングルに先行して「Chessboard」の先行配信が始まった。同日には楽曲のミュージックビデオが公開された。また、その翌日にはNHKより「みんなのうた」で使用されているアニメーション映像も公開された。
2023年9月8日、CD+DVD盤、CD+Blu-ray Disc盤に収録される「日常」のレコーディングドキュメントのダイジェスト映像が公開された。CDフライングゲット日の9月12日には「Official髭男dism 『Editorial』発売記念ONLINE FREE LIVE in Tokyo Opera City」のダイジェスト映像も公開されている。
2023年9月13日、CDシングルの発売と「日常」の配信が始まった。同日には「日常」のミュージックビデオのティザー映像が公開された。ミュージックビデオ本編は1週間後の同月20日にプレミア公開された。

## ミュージックビデオ
「Chessboard」
監督：新保拓人
配信開始日の2023年8月9日にYouTubeで公開されたミュージックビデオは、シームレスに切り替わる部屋の中でさまざまな登場人物が楽曲に沿って日常を過ごす様子や、広大な自然の中、チェスボード上でメンバーが演奏するシーンなどが映像に収められており、監督はOfficial髭男dismの作品を多く手掛ける新保拓人が務めた。
「日常」
監督：今原電気
2023年9月20日にYouTobeでプレミア公開された。テレビ局を舞台に、様々なモンスターたちが働きながら日常を過ごしていく様を描いている。監督は今回初タッグを組む今原電気。9月29日にはMVのメイキング映像がYouTubeにて公開された。

## チャート成績
8月9日に先行配信シングルとしてリリースされた「Chessboard」は8月16日公開のBillboard JAPANチャートに初登場した。ダウンロードチャート「Top Download Songs」では12639DLを売り上げ2位をマーク、総合チャート「Hot 100」には18位にランクインした。
9月13日にリリースとなったCDシングルは9月20日公開の「Billboatd Japan Single Sales」で全国推定16144枚を売り上げ8位にランクイン。また、CDリリースと同日に配信が開始された「日常」は「Top Downlard Songs」にて9506DLで5位、「Hot 100」では20位をマークした。同曲は翌週の「Top Streaming Songs」では前週69位から28位にランクアップし、2週連続で「Hot 100」で20位にランクインしている。

## 収録内容

### 「Chessboard / 日常」

#### CD
| 全作詞・作曲: 藤原聡、全編曲: Official髭男dism。 |                               |        |            |      |
| #                                                | タイトル                      | 作詞   | 作曲・編曲 | 時間 |
| 1.                                               | 「Chessboard」                | 藤原聡 | 藤原聡     | 5:22 |
| 2.                                               | 「日常」                      | 藤原聡 | 藤原聡     | 5:54 |
| 3.                                               | 「Chessboard -Instrumental-」 | 藤原聡 | 藤原聡     | 5:22 |
| 4.                                               | 「日常 -Instrumental-」       | 藤原聡 | 藤原聡     | 5:54 |

#### Blu-ray/DVD（CD+Blu-ray/CD+DVD盤のみ収録）
- Official髭男dism 『Editorial』発売記念ONLINE FREE LIVE in Tokyo Opera City

| #  | タイトル         | 作詞 | 作曲・編曲 |
| -- | ---------------- | ---- | ---------- |
| 1. | 「I LOVE...」    |      |            |
| 2. | 「Universe」     |      |            |
| 3. | 「Cry Baby」     |      |            |
| 4. | 「アポトーシス」 |      |            |

- 「日常」Recording Document

### 「Chessboard」
| 全作詞・作曲: 藤原聡、全編曲: Official髭男dism。 |                |        |            |      |
| #                                                | タイトル       | 作詞   | 作曲・編曲 | 時間 |
| 1.                                               | 「Chessboard」 | 藤原聡 | 藤原聡     | 5:22 |

### 「日常」
| 全作詞・作曲: 藤原聡、全編曲: Official髭男dism。 |          |        |            |      |
| #                                                | タイトル | 作詞   | 作曲・編曲 | 時間 |
| 1.                                               | 「日常」 | 藤原聡 | 藤原聡     | 5:53 |

## タイアップ
Chessboard
合唱コンクール『第90回NHK全国学校音楽コンクール』中学校の部課題曲
NHK『みんなのうた』2023年8月・9月オンエア楽曲
日常
日本テレビ系『news zero』2023年度テーマ曲

## テレビ披露
| 番組名                             | 日付           | 放送局     | 演奏曲     |
| ---------------------------------- | -------------- | ---------- | ---------- |
| news zero                          | 2023年12月15日 | 日本テレビ | 日常       |
| NHK MUSIC SPECIAL Official髭男dism | 2023年12月28日 | NHK        | Chessboard |
| 第74回NHK紅白歌合戦                | 2023年12月31日 | NHK        | Chessboard |

バンド4回目の出場回となる第74回NHK紅白歌合戦では12月4日から中学生による歌唱動画が募集され、本番の舞台では中学生の歌唱動画とコラボしたパフォーマンスが行われた。